# Krv Kajova
Krv Kajova je sveska Zagora objavljena u svesci #186. u izdanju Veselog četvrtka. Na kioscima u Srbiji se pojavila 5. maja 2022. Koštala je 350 din (2,9 €; 3,36 $). Imala je 94 strane. Sveska je 1. deo epizode, koja se nastavlja u #187. pod nazivom Licem u lice.

## Originalna epizoda
Originalna sveska pod nazivom Sangue Kiowa objavljena je premijerno u #654. regularne edicije Zagora u izdanju Bonelija u Italiji 2. januara 2020. Epizodu je nacrtao Đovito Nučo, a scenario napisao Jakopo Rauk. Naslovnu stranu je nacrtao Alesandro Pičineli. Svaka sveska koštala je 3,9 €.

## Repriza
Ova epizoda je već bila objavljena u novoj Zlatnoj seriji #20. pod nazivom Povratak Zimske Zmije.

## Kratak sadržaj
Pogledati odrednicu Povratak Zimske Zmije.

## Ranija pojavljivanja Zimske Zmije
Zimska Zmija se pojavljuje treći put u serijalu o Zagoru. Prvi put u originalnoj Zlatnoj seriji #336 u epizodi Zimska Zmija, koja je imala četiri nastavka. Zimska Zmija se naredni put pojavio u 2. epizodi Zagor protiv Zagora iz 1985. godine.

## Prethodna i naredna epizoda
Prethodna sveska Zagora nosila je naslov Osveta bez kraja (#185), a naredna Licem u lice (#187).